# Sowjetische Seefliegerkräfte
Die sowjetischen Seefliegerkräfte (russisch Авиация военно-морского флота oder Awiazija wojenno-morskowo flota) waren Teil der sowjetischen Marine.

## Geschichte

### Anfänge

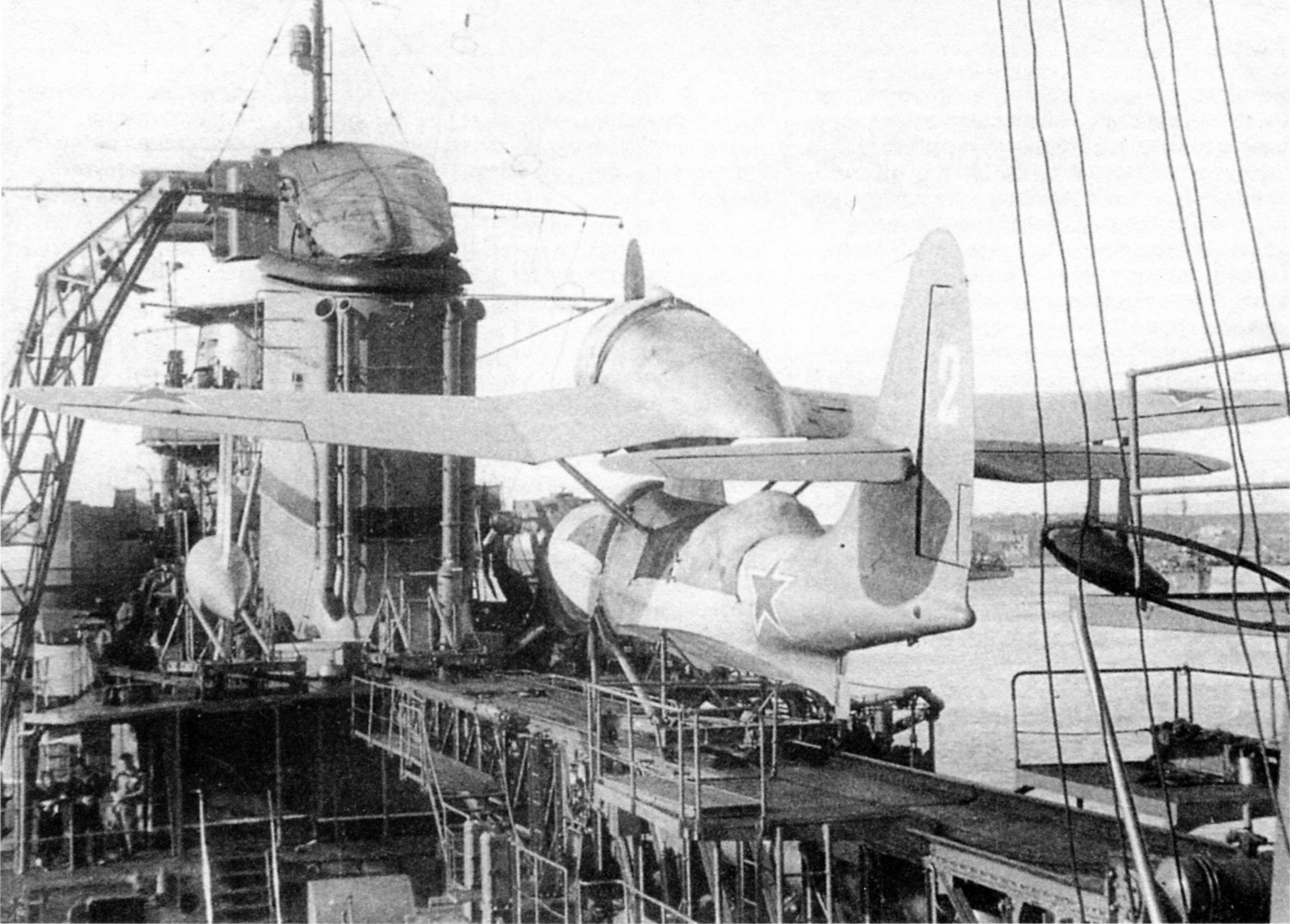
Ein Bordaufklärer KOR-2 auf dem Schiffskatapult des Kreuzers Molotow (1941)

Die ersten Marine-Lufteinheiten in Russland wurden von 1912 bis 1914 als Teil der Baltischen Flotte und der Schwarzmeerflotte aufgestellt. Während des Ersten Weltkrieges wurden Wasserflugzeuge im Schwarzen Meer zur Luftaufklärung, zum Angriff von Küsten- und Hafenanlagen und feindlichen Schiffen und zur Vernichtung von U-Booten und Feindflugzeugen am Boden verwendet. Am 4. Juli 1916 kam es über der Ostsee zu einem Luftkampf von vier russischen M-9-Flugbooten und einer gleichen Zahl deutscher Flugzeuge, von denen zwei abgeschossen wurden. Dieser Tag gilt seitdem als Gründungsdatum der Seefliegerkräfte. 1917 verfügten die russischen Marineflieger über 269 Flugzeuge.
Die erste Einheit nach der Februarrevolution 1917, die Baltische Spezialfliegerbrigade, wurde nach Befehl Nr. 335 des Generalstabes der Seekriegsflotte am 27. April 1918 aufgestellt. Es folgten am 3. März 1921 Einheiten der Schwarzmeerflotte. Sie nahmen am Russischen Bürgerkrieg teil, wobei sie Schiffe und Truppe während der Kämpfe bei Petrograd, in der Ostsee, im Schwarzen Meer, an der Wolga, der Kama, der Nördlichen Dwina und am Onegasee unterstützten. Die neuaufgestellte Marineluftwaffe bestand aus nur 73 veralteten Flugzeugen, davon 21 mit Radfahrwerk. Technisch unzulänglich und von geringer Leistungsfähigkeit, wurden sie vor allem für die Versorgung von Schiffen und Truppe verwendet. 1920 wurden die Seefliegerkräfte den Luftstreitkräften unterstellt. 1923 betrug der Flugzeugbestand durch Abnutzung und Ersatzteilmangel nur noch 36 Stück.
In der zweiten Hälfte der 1920er begann die Kampfkraft der Seefliegerkräfte zu steigen. Sie erhielten neue Aufklärungsflugzeuge, Bomber und Jäger, allerdings zum größten Teil aus dem Ausland, hauptsächlich aus Deutschland (hier von Junkers, Heinkel und Dornier) und Italien, darunter auch Flugboote und Wasserflugzeuge. In den 1930er Jahren wurden am 4. April 1932 die Seefliegerkräfte der Pazifischen Flotte und am 18. August 1936 der Nordmeerflotte geschaffen. Am 1. Januar 1938 wurden die Seefliegerkräfte wieder Bestandteil der Seestreitkräfte. Die Notwendigkeit der Seefliegerkräfte stieg von 1938 bis 1940 signifikant, und sie wurden einer der Hauptbestandteile der sowjetischen Marine. Während dieser Zeit wurden Bomber- und Torpedobombereinheiten aufgestellt, ausgerüstet mit TB-1, TB-3 und DB-3. Ausgerüstet mit Seeminen und Torpedos sollten diese schweren Bomber selbstständige operative Aufgaben führen.  Erste Kampferfahrungen wurden während des Grenzkonfliktes mit Japan sowie während des Winterkrieges mit Finnland, wo es zu 16.000 Kampfeinsätzen kam, gesammelt.

### Zweiter Weltkrieg
Zu Beginn des Großen Vaterländischen Krieges sollen die sowjetischen Flotten mit Ausnahme der Pazifischen zusammen über 1445 Flugzeuge verfügt haben sollen: 707 unterstanden der Baltischen, 624 der Schwarzmeer- und 114 der Nordflotte. Sie setzten sich zusammen aus 9,7 % Torpedoflugzeugen, 14 % Bombern, 45,3 % Jagdflugzeugen, 25 % maritimen Aufklärern und 6 % Spezial- und Hilfsflugzeugen. Wie auch die sowjetischen Luftstreitkräfte befand sich die Seefliegerkräfte in Umrüstung auf moderne Typen, so  Torpedoflugzeuge vom Typ Il-4T, Il-4 Bomber und Jagdflugzeuge der Typen Mikojan-Gurewitsch MiG-3 und Jak-1.
Aufgrund der schwierigen Lage mussten die Seefliegerkräfte zunächst als Frontflieger handeln, wobei sie gut mit schwierigen Wetterbedingungen klar kamen. Zu Beginn des Krieges flog jeder Pilot 6 bis 10 Kampfeinsätze. Im November 1942 war der Bestand auf 723 Kampfflugzeuge, davon 382 Jäger zusammengeschmolzen.
Während des Krieges konnten die Seefliegerkräfte dem Feind schwere Schläge in Form gesunkener Schiffe und Mannschaften zufügen: zweieinhalbmal mehr als jede andere Einheit der sowjetischen Marine. Es wurden 158.000 Einsätze geflogen, bei denen 407 gegnerische Kriegs- und Hilfsschiffe sowie 184 Transportschiffe versenkt werden konnten. Bei Luftkämpfen wurden 2418 Flugzeuge abgeschossen, 215 wurden am Boden zerstört. 17 Einheiten wurden mit dem Titel der Sowjetischen Garde geehrt, 241 Angehörige mit dem Titel eines Helden der Sowjetunion ausgezeichnet (darunter fünf Piloten zweifach).
Die Seefliegerkräfte griffen feindliche Schiffe mit Bordwaffen, Bomben und Torpedos an. Besonders erfolgreich waren die Schlachtflieger, die immer wieder in Wellen angriffen, bis sich die Boote weitgehend verschossen hatten. Der Einsatz von Torpedos war auf Grund technischer und taktischer Mängel wenig erfolgreich, abgesehen von aus großen Höhen abgeworfene Fallschirmtorpedos, die programmierte Zickzackkurse steuerten um durch notwendige Ausweichmanöver Geleitzüge zu zersprengen. Splitterbomben mit Stahlschrottfüllung verursachten erhebliche Personalverluste und Zeitzünderbomben führten durch hydraulische Schockübertragung der minenartigen Explosion zu recht unangenehmen Schäden.
Während des gesamten Krieges sollen die Seefliegerkräfte 357.238 Flugzeugstarts vorgenommen haben. Im August 1945 betrug der Bestand 4.150 Flugzeuge aus eigener Produktion.

### Kalter Krieg
Da die sowjetische Marine im Kalten Krieg keine Flugzeugträgerflotte wie die US-Marine besaß, wurde auf strategische Bomber für Aufgaben der Seefliegerkräfte zurückgegriffen. Flugzeuge wie die Tupolew Tu-16 und Tu-22M wurden mit Hochgeschwindigkeits-Antischiffsraketen ausgestattet. Die Hauptaufgabe dieser Flugzeuge wäre es gewesen, NATO-Geleitzüge, die während der Operation REFORGER von Nordamerika nach Europa gefahren wären, abzufangen.

## Inventar

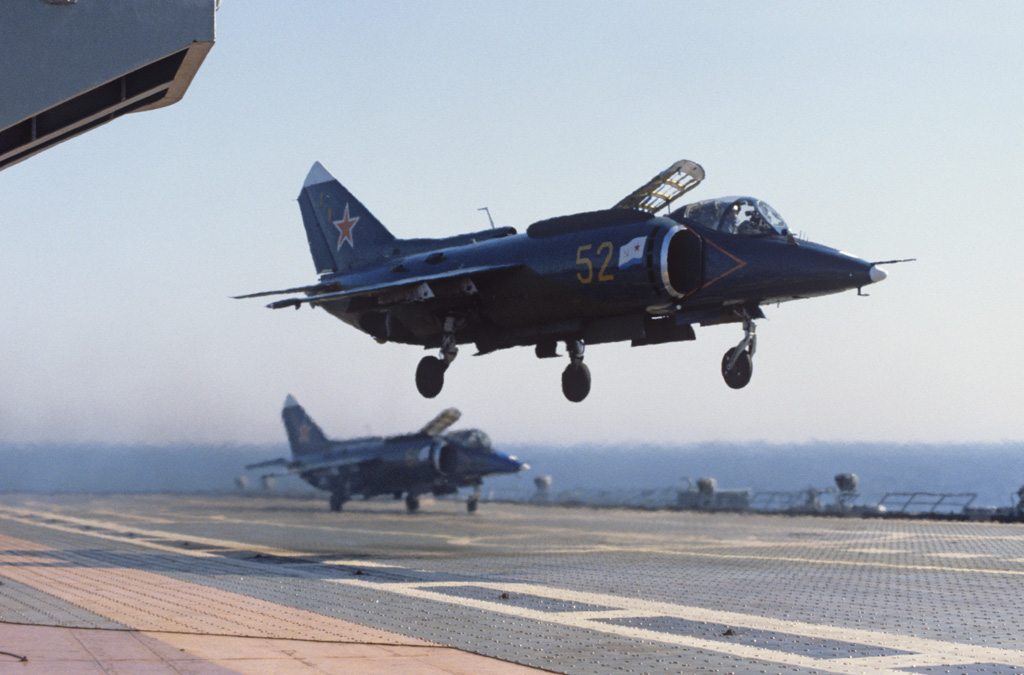
Jak-38 des Flugdeckkreuzers Noworossijsk der sowjetischen Pazifikflotte (1984)

1987 verfügten die sowjetischen Seefliegerkräfte über:
- 340 Mittel- und Langstrecken-Bomber (primär gegen Schiffe):
120 Tupolew Tu-22M
190 Tu-16
30 Tu-22
- 145 Jagdbomber:
75 Suchoi Su-17, landgestützt
70 Jakowlew Jak-38, trägergestützt
- 70 Tankflugzeuge
70 Tu-16
- 200 Aufklärungs- und Elektronische-Gegenmaßnahmen-Flugzeuge
Tu-16
Tu-95
Tu-22
Antonow An-12
- 480 U-Jagd-/Seeüberwachungsflugzeuge
60 Tu-142
100 Mil Mi-14
60 Kamow Ka-27
115 Ka-25
95 Berijew Be-12
50 Iljuschin Il-38
- 465 Transport- und Schulflugzeuge